# Alta via n. 7
Alta via n. 7, conosciuta anche con il nome di Alta via di Patéra, è stata intitolata al grande pioniere austriaco dell'alpinismo, Lothar Patéra. L'itinerario ha inizio dal rifugio Dolomieu al Dolàda, in località Pian di Guerra, sul versante meridionale della dorsale monte Dolada-Col Mat, e termina a Tambre, in Alpago.

## Storia
Il primo tracciato dell'Alta via n. 7 prevedeva di seguire rigorosamente la cresta spartiacque senza mai scendere a valle.
Tale disegno però non poteva andare bene, soprattutto per le gravi difficoltà poste dalla scarsità di luoghi di sosta riparati e dalla mancanza di acqua lungo il percorso.

## Caratteristiche dell'Alta via
L'Alta via è lunga circa 36 km divisi in 5 giorni di percorrenza. Il dislivello complessivo, ottenuto sommando i dislivelli totali tra salite e discese, è pari a circa 6800 metri e la quota massima raggiunta è di 2251 m sul Cimòn del Cavallo.
Le difficoltà complessive dell'Alta via variano dal grado EE (escursionisti esperti) a quello EEA (escursionisti esperti con attrezzatura) e si possono trovare terreni impervi o percorsi alpinistici attrezzati.
Il tempo previsto totale netto dell'Alta via è di 30 ore, escluse le varianti.
I gruppi montuosi interessati sono il Col Nudo-Cavallo.

### Segnaletica
È possibile trovare evidenziata l'Alta via n. 7 con le seguenti segnalazioni:
- triangoli di vernice rossa con all'interno il numero dell'Altavia;
- segnavia costituita da due strisce orizzontali rosse con interposta una striscia bianca, sulla quale è marcato in nero il numero del sentiero;
- tabelle segnaletiche in legno su palo fisso (o metallo).

## Itinerario

### 1ª tappa: Rifugio Dolomieu al Dolàda - Passo di Valbona
Dal Rifugio Dolomieu al Dolàda (1494 m) al Passo di Valbona (2130 m) - Percorrenza: 4,30 h - Sentieri: CAI n. 905, 965 - Cartografia: Carta Tabacco n. 012, 1:25.000

### 2ª tappa: Passo di Valbona - Crep Nudo - Casera Venàl
Dal Passo di Valbona (2130 m) al Crep Nudo e a Casera Venàl (1260 m) - Percorrenza: 8 h - Sentieri: CAI n. 965, 930 - Cartografia: Carta Tabacco n. 012, 1:25.000

### 3ª tappa: Casera Venàl - Bivacco "Alessio Toffolon"
Da Casera Venàl (1260 m) al Bivacco "Alessio Toffolon" (1990 m) - Percorrenza: 4 h - Sentiero: CAI n. 936 - Cartografia: Carta Tabacco n. 012, 1:25.000

### 4ª tappa: Bivacco "Alessio Toffolon" - Rifugio Semenza e Bivacco Lastè
Dal Bivacco "Alessio Toffolon" (1990 m) al Rifugio Semenza e Bivacco Lastè (2020 m) - Percorrenza: 8,30 h - Sentieri: CAI n. 928, 972 - Cartografia: Carta Tabacco n. 012, 1:25.000

### 5ª tappa: Rifugio Semenza - Tambre
Dal Rifugio Semenza (2020 m) a Tambre (922 m) - Percorrenza: 4,30 h - Sentiero: CAI n. 923, 972 - Cartografia: Carta Tabacco n. 012, 1:25.000